# Fakultet islamskih znanosti u Sarajevu
Fakultet islamskih znanosti u Sarajevu  je visokoškolska ustanova i članica Sveučilišta u Sarajevu. 

## Povijest
Fakultet islamskih znanosti je rezultat najranijih islamskih obrazovnih ustanova u Bosni i Hercegovini koje su nastale u doba osmanske vladavine (1463. – 1878.), ali i visokoškolskih islamskih obrazovnih ustanova koje su nastale u periodu Austro-Ugarske, Šerijatsko-sudačke škole (1887.) i Više islamske šerijatsko-teološke škole (1937.). S afirmacijom nacionalnog identiteta Bošnjaka tokom šezdesetih i sedamdesetih godina otvorio se prostor slobodnijem djelovanju pa je 1977. godine po odluci Vrhovnog islamskog starješinstva u SFRJ, osnovan Islamski teološki fakultet.
Fakultet islamskih znanosti u Sarajevu je danas najprestižnija institucija visokoškolskog islamskog obrazovanja u Europi. Od 2013. godine Fakultet islamskih znanosti je punopravna članica Sveučilišta u Sarajevu. U svom sastavu fakultet ima organizacione jedinice za katedre.
Fakultet izdaje časopis Mlađak, koji se bavi teološkim i međureligijskim pitanjima.

## Vanjske poveznice
- Službena stranica